# JIS

Symbol JIS

JIS (Japanese Industrial Standards) – japoński standard przemysłowy. Dotyczy on całości działań związanych z unormowaniem działalności przemysłowej w Japonii, podobnie jak Europejski Komitet Normalizacyjny (CEN) w Europie.
Często określenia JIS używa się zawężająco w odniesieniu do jednego ze standardów wydanych przez Japońskie Stowarzyszenie Standardów Przemysłowych (Japanese Industrial Standards Association) – standardu kodowania japońskich znaków. Podobnie jak Unicode, JIS sam w sobie nie jest standardem kodowania. Istnieje wiele standardów kodowania opartych na JIS, m.in.:
- EUC
- ISO-2022-JP
- Shift-JIS